# Leônidas da Silva
Leônidas da Silva (6. september 1913 – 24. januar 2004) var en brasiliansk fodboldspiller og fodboldkommentator. Han spillede for Brasilien under to verdensmesterskaber. Han var topscorer ved VM i fodbold i 1938.
Han var kendt som "Den Sorte Diamant" og som "Elastikmanden" pga. sine akrobatiske evner. Han var en af foregangsmændene i udviklingen af saksesparket.